# Adénosine monophosphate cyclique
Cet article possède un paronyme, voir Camp.
L'adénosine monophosphate cyclique (ou AMP cyclique ou AMPc) est une molécule biologique qui agit souvent en tant qu'intermédiaire, dans l'action des hormones ou des neurotransmetteurs notamment. Elle fait partie des seconds messagers.

## Historique
Earl W. Sutherland, Jr. a reçu le prix Nobel de physiologie et de médecine en 1971 pour ses travaux sur les mécanismes d'action des hormones, dans lesquels il a clairement démontré l'existence et le rôle de l'AMPc dans la libération du glucose en situation de stress. Ces travaux ont également permis de développer le concept de second messager dont l'AMPc demeure un exemple classique.

## Synthèse de l'AMPc par l'adénylate cyclase
Dans les êtres vivants, elle est produite à partir d'ATP (figure 1) par l'enzyme adénylate cyclase (ou adényl cyclase) et peut être dégradé par une phosphodiestérase. L'adénylate cyclase est généralement activée ou réprimée en réponse à l'activation par un ligand (hormone, neurotransmetteur) d'un récepteur à sept domaines transmembranaires couplé à une protéine G. Si la protéine G possède une sous-unité {\displaystyle {\alpha }_{s}}, l'adénylate cyclase est activée, si la protéine G possède une sous-unité {\displaystyle {\alpha }_{i}}, l'adénylate cyclase est réprimée.
Un activateur de l'adénylate cyclase très utilisé en recherche est la forskoline.

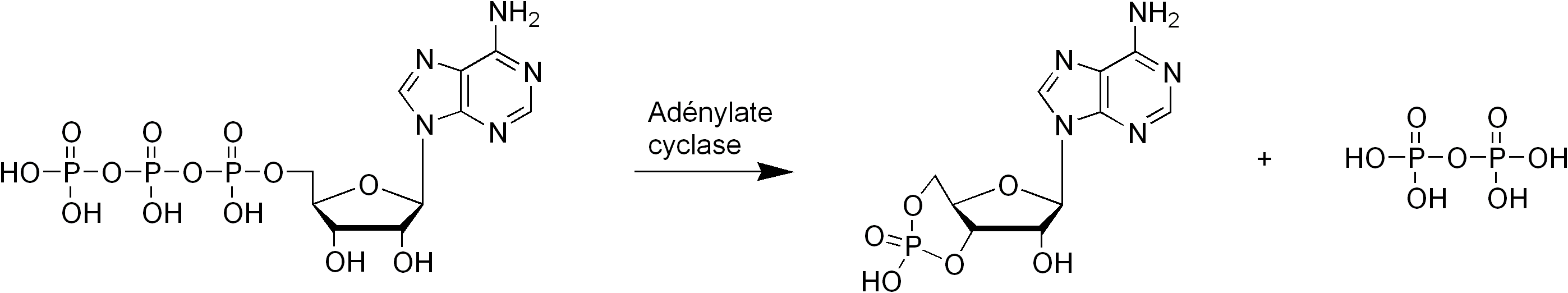
Figure 1 : biosynthèse de l'AMPc.

## Rôles de l'AMPc

### Via des Protéines Kinase
L'AMPc active à son tour des enzymes comme la PKA (Protéine Kinase A) qui phosphoryle des protéines spécifiques. L'AMPc est donc un intermédiaire essentiel dans les cascades de voies de transduction intracellulaires.

### Voies de signalisation indépendantes de protéine kinase
EPAC (Exchange Protein directly Activated by cAMP) est capable d'interagir avec l'AMPc, et conséquemment induire une chaîne de réaction.

### Modulation de courants ioniques par l'AMPc
L'AMPc peut moduler les propriétés de certaines protéines par interaction directe. C'est par exemple le cas pour les protéines-canal activées par l'hyperpolarisation, dite HCN (responsable de courant de type Ih). Une hausse du taux d'AMPc décale la courbe d'activation du courant Ih, c'est-à-dire une moindre hyperpolarisation activera plus vite les canaux HCN en présence d'AMPc qu'en absence. Une telle modulation laisse supposer un rôle de l'AMPc dans la génération des rythmes dans le cœur ou dans le thalamus.
D'autres canaux ioniques peuvent être activé par l'AMPc, notamment les canaux CNG (cyclic nucleotid gated channel). L'activation ou la modulation des canaux par l'AMPc se fait via l'interaction avec un domaine de liaison aux nucléotides cycliques (CND).
Il faut signaler que l'AMPc peut servir de chimioattracteur dans le cas d'amibes sociales comme Dictyostelium discoideum. Dans ce cas, l'AMPc est sécrété hors de la cellule.

### Contraction musculaire
L'AMPc induit la contraction au niveau des muscles squelettiques via le récepteur à la ryanodine.

## Composés non hydrolysables mimant l'AMPc
Dans le cadre de la recherche sur les voies de signalisation où l'AMPc est impliqué, on utilise des composés proche de l'AMPc non hydrolysable. Ils permettent de contrôler exactement la concentration.
- 8-Bromo-AMP